# کشت ردیفی
کشت ردیفی (Row crop) محصولی است که می‌توان آن را در ردیف‌هایی به اندازه کافی پهن کرد که امکان کشت آن را فراهم کند یا با ماشین‌آلات کشاورزی، ماشین‌هایی که برای فعالیت‌های فصلی محصولات ردیفی طراحی شده‌اند، کشت شود. این گونه محصولات به جای بذرپاشی از طریق بذرکاری یا نشاء کاشته می‌شوند. آنها اغلب در زمینه باغبانی بازار (کشاورزی کامیون) یا در باغ‌های جالیز رشد می‌کنند. رشد محصولات ردیفی برای نخستین بار در چین باستان در سدهٔ ششم پیش از میلاد آغاز شد.
این تمایز در استراتژی‌های تناوب کشت قابل توجه است، جایی که زمین با محصولات ردیفی، دانه‌های غذایی کالا، و محصولات زراعی تشکیل‌دهنده چمن کاشته می‌شود که به منظور حفاظت از کیفیت خاک و در عین حال به حداکثر رساندن بهره‌وری سالانه خاک است.
بیش از ۲۰ درصد محصولات در سراسر جهان آبیاری می‌شوند و برخی از محصولات مانند برنج و ذرت از آب اضافی بهره می‌برند. در طول فصل رشد، فضاهای بین ردیفی ۲ تا ۴ بار کول می‌شوند و ردیف‌ها برای حفظ رطوبت و بهبود هوادهی وجین می‌شوند. در نتیجه فعالیت میکروبیولوژیک خاک افزایش یافته و جابجایی عناصر غذایی تشدید می‌شود. محصولات ردیفی پیش‌سازهای ارزشمندی از محصولات غلات بهاره، کتان و کنف هستند. اثر مفید محصولات ردیفی به محصول دوم نیز گسترش می‌یابد.
نمونه‌هایی از محصولات ردیفی عبارتند از آفتابگردان، سیب زمینی، کلزا، لوبیا خشک، نخود فرنگی مزرعه، کتان، گلرنگ، گندم سیاه، پنبه، ذرت، سویا و چغندر قند.